# Alcis glabraria
Alcis glabraria là một loài bướm đêm trong họ Geometridae.